# Sanborn (Nowy Jork)
Sanborn – jednostka osadnicza w Stanach Zjednoczonych, w stanie Nowy Jork, w hrabstwie Niagara.